# Normannognathus
Normannognathus is een geslacht van uitgestorven pterosauriërs, behorend tot de groep van de Pterodactyloidea, dat tijdens het Laat-Jura leefde in het gebied van het huidige Frankrijk. De enige benoemde soort is Normannognathus wellnhoferi.

## Vondst en naamgeving
In 1993 vond verzamelaar Jean-Jacques Lepage aan de Normandische kust, Cap de la Hève, Ecqueville bij Octeville-sur-Mer, het fossiel van een pterosauriër. In 1998 benoemde de Franse paleontoloog Eric Buffetaut de typesoort Normannognathus wellnhoferi. De geslachtsnaam verbindt Normannia, middeleeuws Latijn voor 'Normandië', met het Klassiek Grieks gnathos, 'kaak'. De soortaanduiding eert de Duitse paleontoloog Peter Wellnhofer, een bekende pterosauriërspecialist en 'een grote vriend van de hoofdauteur'.
Het holotype, MGCL 59'583, (Musée Géologique Cantonal de Lausanne), is gevonden in de Argiles d'Octeville-formatie, een mariene kleiafzetting uit het Kimmeridgien, zo'n 152 miljoen jaar oud. Het bestaat uit een plaat met daarop een tien centimeter lang stuk van de linkersnuit en, iets daaronder liggend, een even lang stuk van de onderkaken, van boven bezien.

## Beschrijving
Aangezien de totale lengte van de schedel onbekend is, kan moeilijk een grootteschatting van het hele dier gegeven worden. Sommigen zijn afgegaan op de beperkte lengte van het fossiel zelf en hierdoor wordt Normannognathus soms vermeld als een van de kleinste pterosauriërs, maar daar zijn geen goede aanwijzingen voor, ook omdat de verbening niet eenduidig wijst op een volwassen exemplaar. Wel is het duidelijk dat het geen heel grote soort was.
De snuit is zeer spits, plat en naar boven gekromd. Het bewaarde gedeelte ligt nog voor de neusgaten of samenvloeiing van de neusgaten met de achterliggende schedelopening, de fenestra antorbitalis. Een kwart voor het einde van dit gedeelte ontspruit er uit de praemaxillae plots een zeer hoge, in de lengterichting gelegen, beenkam die zich naar voren buigt als een brandingsgolf. Het zijprofiel is aan de voorkant dus hol, steekt nog iets verder in die richting uit dan de basis en buigt dan, aan de 'golftop', in een geleidelijke kromming weer naar achteren en dan naar beneden. Hoever hij doorloopt is niet duidelijk want dan houdt het fossiel op. De ruwe textuur van de kam zou wijzen op een verlenging door een hoornschacht.
In de onderkaken zijn veertien paar tanden of tandkassen bewaard gebleven; in de bovenkaak negen in de maxilla en vijf in de praemaxilla. De tanden zijn vrij robuust, gekromd en niet al te lang. Ze lopen door tot aan het eind van de snuit.

## Fylogenie
De relatief iets grotere lengte van de symfyse, de afstand waarover de onderkaken vooraan samengegroeid zijn, lijkt erop te wijzen dat het een soort uit de Pterodactyloidea betreft. Buffetaut plaatste Normannognathus in de Germanodactylidae. David Unwin beschouwt het als een basaal lid van de Dsungaripteroidea. Een overeenkomst met Dsungaripterus is dat de kam plots begint, de snuit omhoogkromt en dat de tanden vrij stevig zijn.
Een analyse uit 2018 had de volgende uitkomst.
|  | Germanodactylus cristatus                       |
|  |                                                 |
|  | Germanodactylus rhamphastinus = Altmuehlopterus |
|  |                                                 |

| Gallodactylidae | \| \| Cycnorhamphus suevicus \| \| \| \| \| \| Normannognathus wellnhoferi \| \| \| \| |
|                 | \| \| Cycnorhamphus suevicus \| \| \| \| \| \| Normannognathus wellnhoferi \| \| \| \| |
|                 | Ctenochasmatidae                                                                       |
|                 |                                                                                        |
|                 | Cycnorhamphus suevicus                                                                 |
|                 |                                                                                        |
|                 | Normannognathus wellnhoferi                                                            |
|                 |                                                                                        |

|  | Cycnorhamphus suevicus      |
|  |                             |
|  | Normannognathus wellnhoferi |
|  |                             |

| Gallodactylidae | \| \| Cycnorhamphus suevicus \| \| \| \| \| \| Normannognathus wellnhoferi \| \| \| \| |
|                 | \| \| Cycnorhamphus suevicus \| \| \| \| \| \| Normannognathus wellnhoferi \| \| \| \| |
|                 | Ctenochasmatidae                                                                       |
|                 |                                                                                        |
|                 | Cycnorhamphus suevicus                                                                 |
|                 |                                                                                        |
|                 | Normannognathus wellnhoferi                                                            |
|                 |                                                                                        |

|  | Cycnorhamphus suevicus      |
|  |                             |
|  | Normannognathus wellnhoferi |
|  |                             |

|  | Germanodactylus cristatus                       |
|  |                                                 |
|  | Germanodactylus rhamphastinus = Altmuehlopterus |
|  |                                                 |

| Gallodactylidae | \| \| Cycnorhamphus suevicus \| \| \| \| \| \| Normannognathus wellnhoferi \| \| \| \| |
|                 | \| \| Cycnorhamphus suevicus \| \| \| \| \| \| Normannognathus wellnhoferi \| \| \| \| |
|                 | Ctenochasmatidae                                                                       |
|                 |                                                                                        |
|                 | Cycnorhamphus suevicus                                                                 |
|                 |                                                                                        |
|                 | Normannognathus wellnhoferi                                                            |
|                 |                                                                                        |

|  | Cycnorhamphus suevicus      |
|  |                             |
|  | Normannognathus wellnhoferi |
|  |                             |

| Gallodactylidae | \| \| Cycnorhamphus suevicus \| \| \| \| \| \| Normannognathus wellnhoferi \| \| \| \| |
|                 | \| \| Cycnorhamphus suevicus \| \| \| \| \| \| Normannognathus wellnhoferi \| \| \| \| |
|                 | Ctenochasmatidae                                                                       |
|                 |                                                                                        |
|                 | Cycnorhamphus suevicus                                                                 |
|                 |                                                                                        |
|                 | Normannognathus wellnhoferi                                                            |
|                 |                                                                                        |

|  | Cycnorhamphus suevicus      |
|  |                             |
|  | Normannognathus wellnhoferi |
|  |                             |

## Levenswijze
Van dsungaripteroïden wordt wel aangenomen dat ze hun voedsel verkregen door het kraken van schelpdieren; wellicht dat de lange als een tang omhooggebogen snuit van Normannognathus voor het tussen de rotsspleten loswrikken van de prooi gebruikt werd; de tanden, hoewel stevig, zijn echter niet extreem aangepast aan zo'n durofage levenswijze.